# Pancratium trianthum
Pancratium trianthum är en amaryllisväxtart som beskrevs av Herb.. Pancratium trianthum ingår i släktet Pancratium och familjen amaryllisväxter. Inga underarter finns listade i Catalogue of Life.

## Bildgalleri

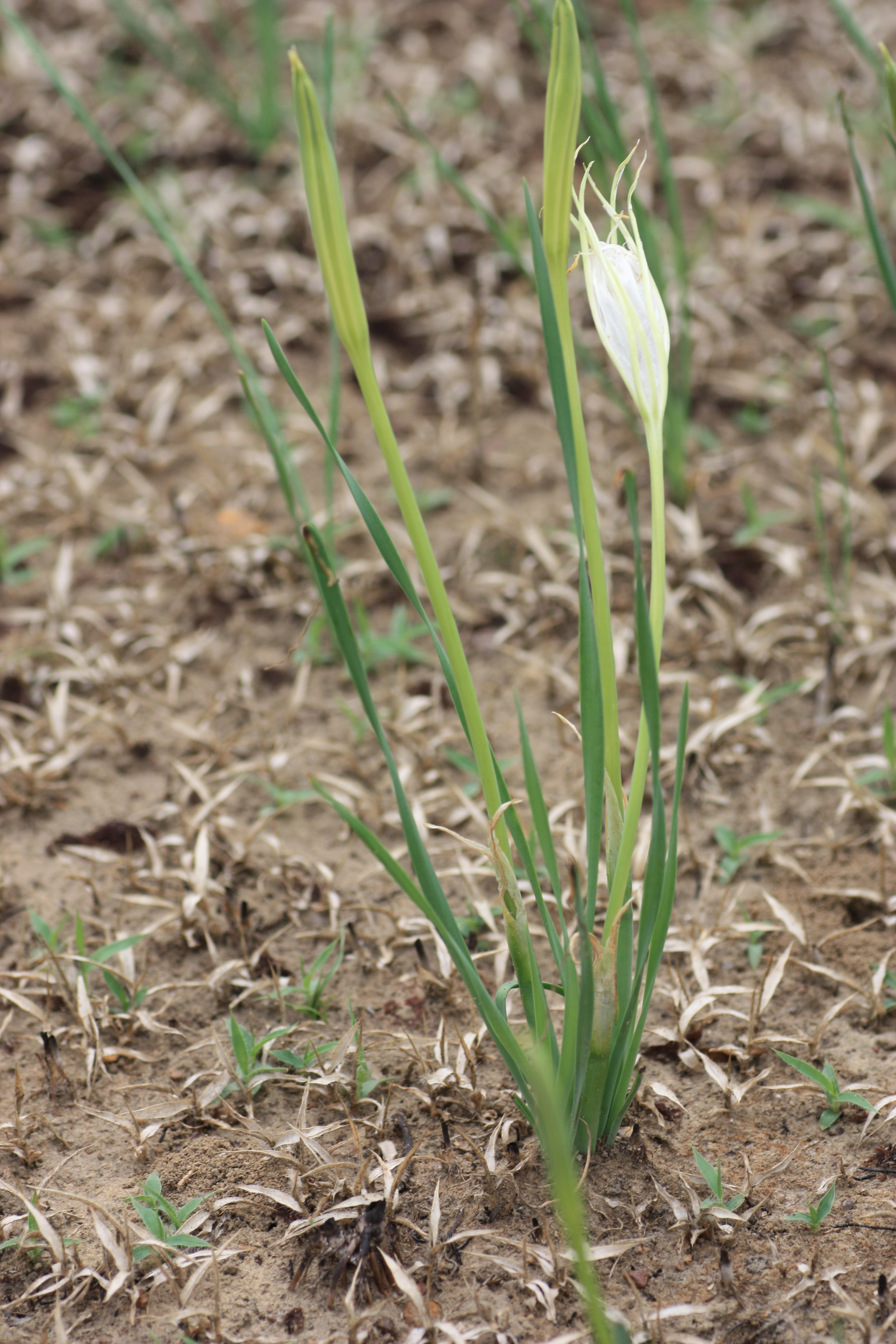